# 门捷列沃
门捷列沃（羅馬化：Mendeleyevo）是俄罗斯莫斯科州的市级镇，属州辖市索尔涅奇诺戈尔斯克市（城市区），地处莫斯科州中西北部，在区行政中心索尔涅奇诺戈尔斯克东南、州府莫斯科西北方，南侧有市级镇勒扎夫基。奥卡河一支流克利亚济马河流经该镇北部。
名称来自于俄国科学家德米特里·门捷列夫。该地2021年人口有6,943人；2010年人口7,927；2002年人口8,030；1989年人口9,172。